# Cuntis
Cuntis település Spanyolországban, Pontevedra tartományban. Cuntis Moraña, Caldas de Reis, Valga, A Estrada és Campo Lameiro községekkel határos. Lakosainak száma 4515 fő (2024).

## Népesség
A település népessége az elmúlt években az alábbi módon változott:
| Lakosok száma | 5611 | 5443 | 5184 | 5133 | 4992 | 4931 | 4750 | 4677 | 4592 | 4515 |
|               | 2001 | 2004 | 2007 | 2009 | 2012 | 2014 | 2017 | 2019 | 2022 | 2024 |